# نسخه ۱۱۷۸ مجله شارلی ابدو

کارتون محمد (پیامبر مسلمانان) توسط نشریهٔ شارلی ابدو؛ پس از واقعهٔ تیراندازی؛ محمد در حالی که به کمپین من شارلی هستم پیوسته است، در بالای سرش نوشته است: همه بخشیده شدند؛ کاریکاتوریست در مصاحبهٔ خبری گفت: «کنایهٔ این جمله این است که محمدِ ما از محمدِ تروریست‌ها مهربان‌تر است.

نسخه ۱۱۷۸ مجله شارلی ابدو در تاریخ ۱۴ ژانویه ۲۰۱۵ با تیراژ ۳ میلیون نسخه منتشر شد. این اولین نسخه بعد از ماجرای تیراندازی شارلی ابدو بود که در آن ۱۱ نفر از کارکنان این نشریه کشته شدند. تیم جدید با گردهم‌آیی کاریکاتوریست‌ها، روزنامه‌نگاران و مشارکت‌کنندگان سابق شارلی ابدو در یک اتاق در دفتر روزنامه لیبراسیون تشکیل شد. انتشار نسخه جدید، منجر به تظاهرات‌های مسلمانان معترض در یمن، پاکستان، موریتانی، الجزایر، مالی، نیجر، چچن، ایران و سایر کشورها بود. در نیجر، تظاهرات‌های خشونت‌آمیز منجر به مرگ ۱۰ نفر گردید.
حدود «۸ میلیون» نسخه از نسخه ۱۱۷۸ مجله شارلی ابدو به‌فروش رفت.

## پوشش رسانه‌ای
انتشار مقاله به‌طور گسترده در رسانه‌های فرانسوی پوشش داده شد، و تصویر روی جلد، همانند سایر نقاشی‌ها به نمایش درآمد. روزنامه ترکیه‌ای جمهوریت، چندین صفحه از نشریه شارلی ابدو را به همراه تصویر کوچکی از صفحه اول آن را چاپ کرد.
انتشار کارتون محمد به‌طور گسترده‌ای در کشورهای مسلمان، شامل روزنامه اردنی الدستور، روزنامه عربستانی الوطن و روزنامه ترکیه‌ای ینی‌اکیت مورد انتقاد قرار گرفت. بسیاری، رسانه‌های غربی را به استاندارد دوگانه متهم کردند و خواستار تحریم توهین‌کنندگان مذهبی شدند. در روزنامه شرق امروز، حبیب راشدین دولت فرانسه را برای حمایت از شارلی ابدو نقد کرد و این حرکت را همچون جنگ صلیبی علیه مسلمانان نامید.
سرویراستار نشریه، ژرارد بیارد، گفت که منظور از خلق کاریکاتور روی جلد، بخشیدن قاتلان حادثه تیراندازی نبوده، و هر گونه نژادپرستی، اسلام‌هراسی و تحریک مسلمانان دربارهٔ شارلی ابدو را انکار کرد. او گفت که باید از لائیسیته در چهره جهانی، در شرایط سیاسی-اجتماعی که این ارزش‌ها را به مبارزه می‌طلبند، حمایت کرد.

## واکنش‌های دیگر

### خشونت
انتشار این نسخه، جرقه‌ساز شورش‌هایی در زیندر نیجریه شد که منجر به مرگ پنج نفر گردید. شهر شاهد حمله به مغازه مسیحیان بود و یک مرکز فرهنگی فرانسوی (شامل کافه‌تریا، کتابخانه و ادارات) توسط گروه پنجاه نفری به آتش کشیده شد. مسلمانانی که در نیامی علیه به تصویر کشیدن محمد تظاهرات کردند، به تجارت‌خانه‌ها و کلیساهای فرانسوی حمله کردند و آن‌ها را با وسایل آتش‌افروز به آتش کشیدند، که منجر به سوختن هفت کلیسا گردید. همچنین کلیساسوزی در مارادی شرقی و گورِ گزارش شده‌است. بنابر گزارش پلیس، حداقل ۱۰ نفر کشته و بیش از ۱۷۰ نفر مجروح شدند و ۴۵ کلیسا سوزانده شد.
تظاهرات‌های دیگری در الجزایر، خارطوم، موگادیشو، افغانستان و کشمیر (قسمت تحت کنترل هند) رخ داد. پاکستان شاهد خشونت تظاهرات‌کنندگان در کراچی بودند. عاصف حسن، عکاس عرب مسلمانی که برای آژانس خبری فرانسه کار می‌کرد، بر اثر اصابت گلوله به سینه‌اش، به‌طور جدی مضروب شد. در الجزایر و اردن، تظاهرات‌کنندگان با پلیس درگیر شدند، ولی در خارطوم سودان، ایگوشتیا در شمال قفقاز (در کشور روسیه) و کشورهای مختلف آفریقایی (مالی، سنگال، موریتانی)، تظاهرات مسالمت‌آمیزی برگزار شد.